# Região Geográfica Imediata de Pontes e Lacerda-Comodoro

Localização da Região Imediata de Pontes e Lacerda-Comodoro no Estado de Mato Grosso.

A Região Geográfica Imediata de Pontes e Lacerda-Comodoro é uma das 18 regiões imediatas de Mato Grosso. é formada por 7 municípios e uma população de 91.106 pessoas segundo a Estimativa do IBGE de 2017. E uma área territorial de 59.665,123 km²

## Municípios
| Fonte | Código do Município | Município                        | População 2017 | Área km²   |
| ----- | ------------------- | -------------------------------- | -------------- | ---------- |
| [ 1 ] | 5102686             | Campos de Júlio                  | 6.512          | 6.801,857  |
| [ 2 ] | 5103304             | Comodoro                         | 19.932         | 21.518,252 |
| [ 3 ] | 5103361             | Conquista d'Oeste                | 3.860          | 2.672,207  |
| [ 4 ] | 5106182             | Nova Lacerda                     | 6.338          | 4.806,233  |
| [ 5 ] | 5106752             | Pontes e Lacerda                 | 43.832         | 8.558,462  |
| [ 6 ] | 5108352             | Vale de São Domingos             | 3.041          | 1.887,669  |
| [ 7 ] | 5105507             | Vila Bela da Santíssima Trindade | 15.534         | 13.420,443 |
|       |                     | Total                            | 99.049         | 59.665,123 |

Município mais populoso: Pontes e Lacerda - 43.832 pessoas
Município com maior área territorial: Comodoro - 21.518,252 km²
Município menos populoso: Vale de São Domingos - 3.041 pessoas
Município com menor área territorial: Vale de São Domingos - 1.887,669 km²